# Tamgalí
Els petròglifs del paisatge arqueològic de Tamgalí, es troba a Semiretxie localitza a la província d'Almati, a 170 km al nord-est d'Almati, al Kazakhstan. Gran part dels petròglifs estan al canó principal, però hi ha també alguns als canons secundaris. En la seva majoria són de l'edat del bronze, però hi ha alguns d'època medieval o fins i tot més recents.
El nom Tamgalí vol dir lloc pintat o marcat. Va ser declarat com a Patrimoni de la Humanitat per la Unesco l'any 2004. Comprèn una zona protegida de 900 ha i una zona de respecte de 2900 ha.

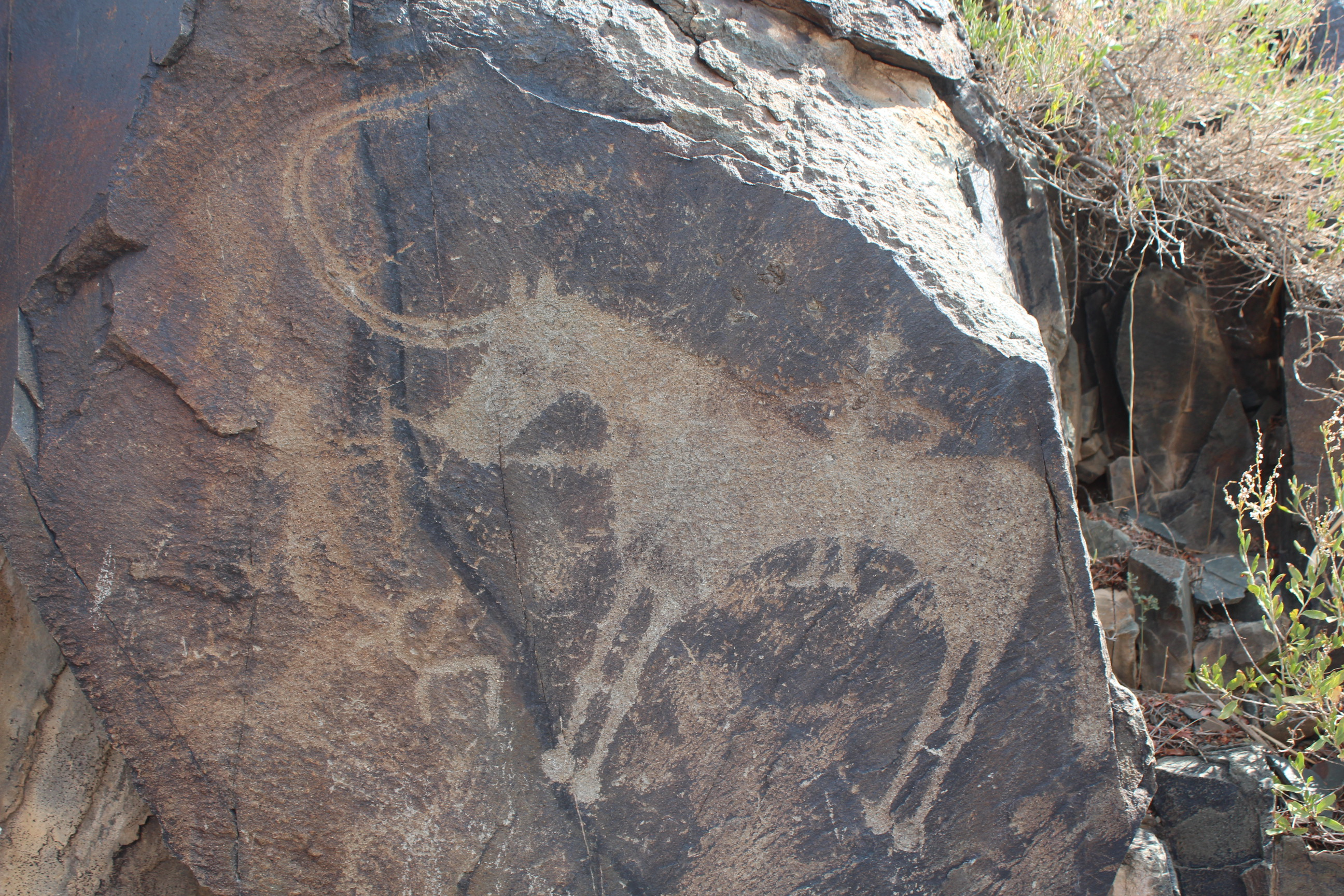
Talles de pedra antigues (petròglifs) que es troben en un petit barranc a Tamgalí

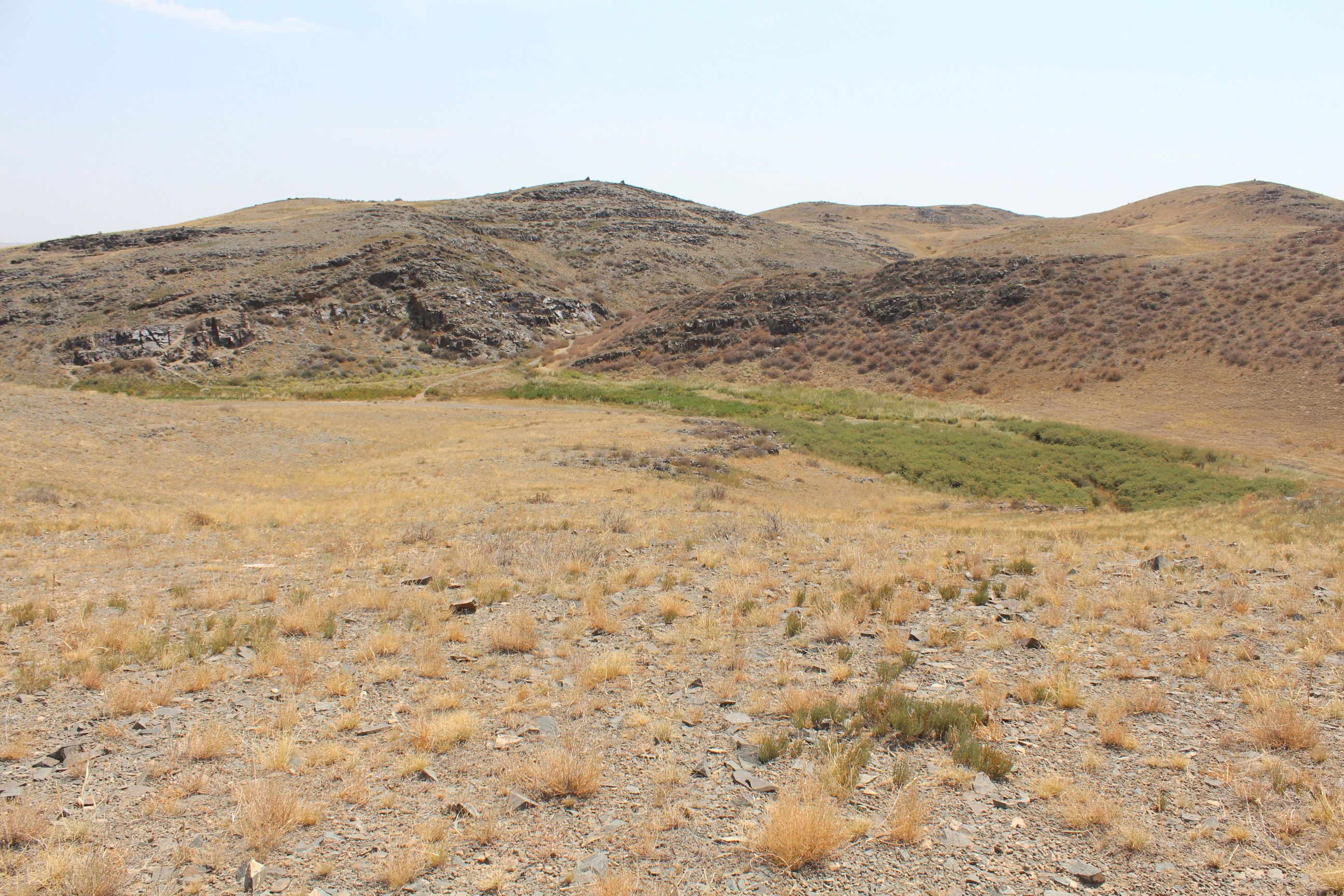
Mirant a través del petit barranc que conté els petròglifs

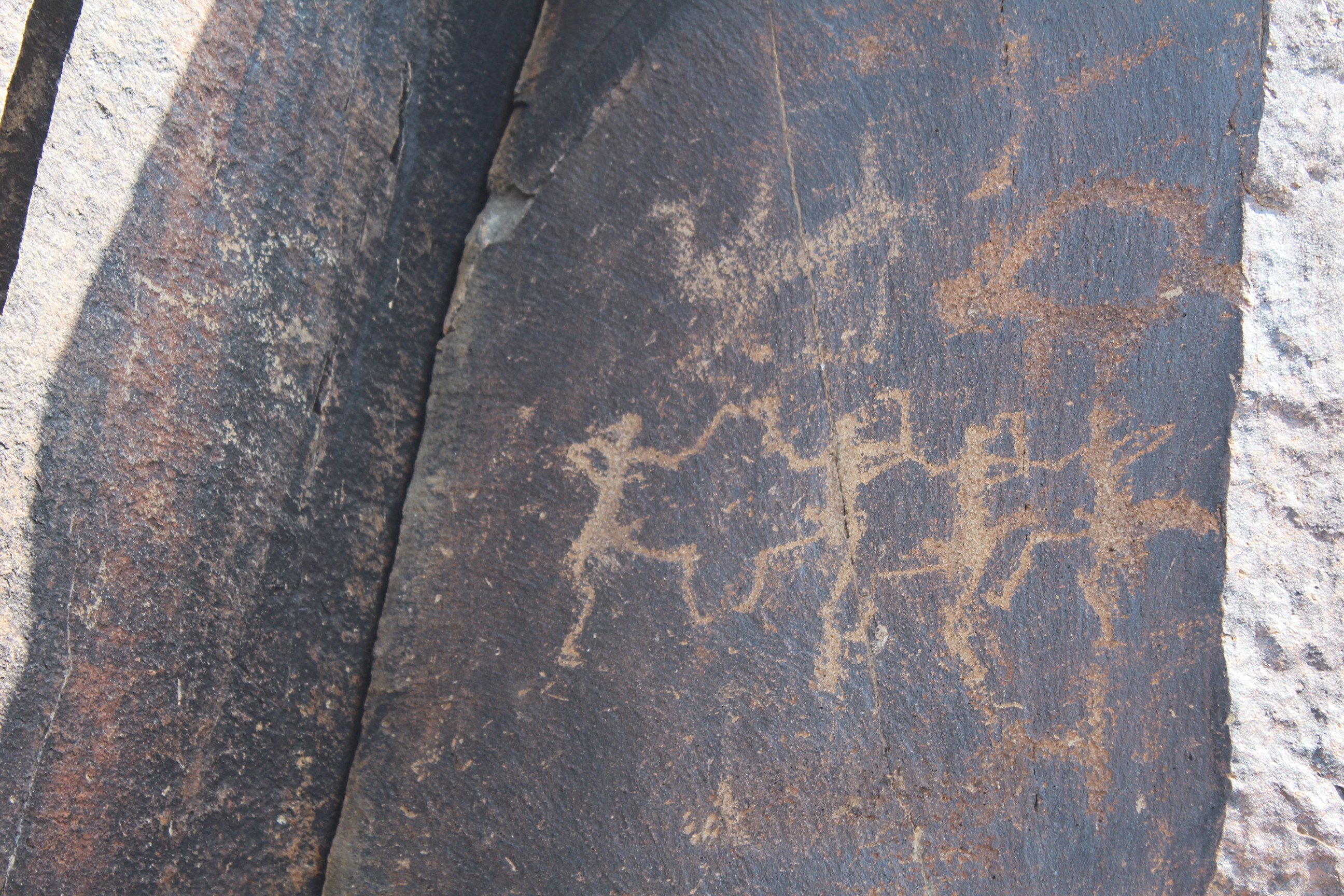
Petròglifs de l'antiga dansa tribal i animals

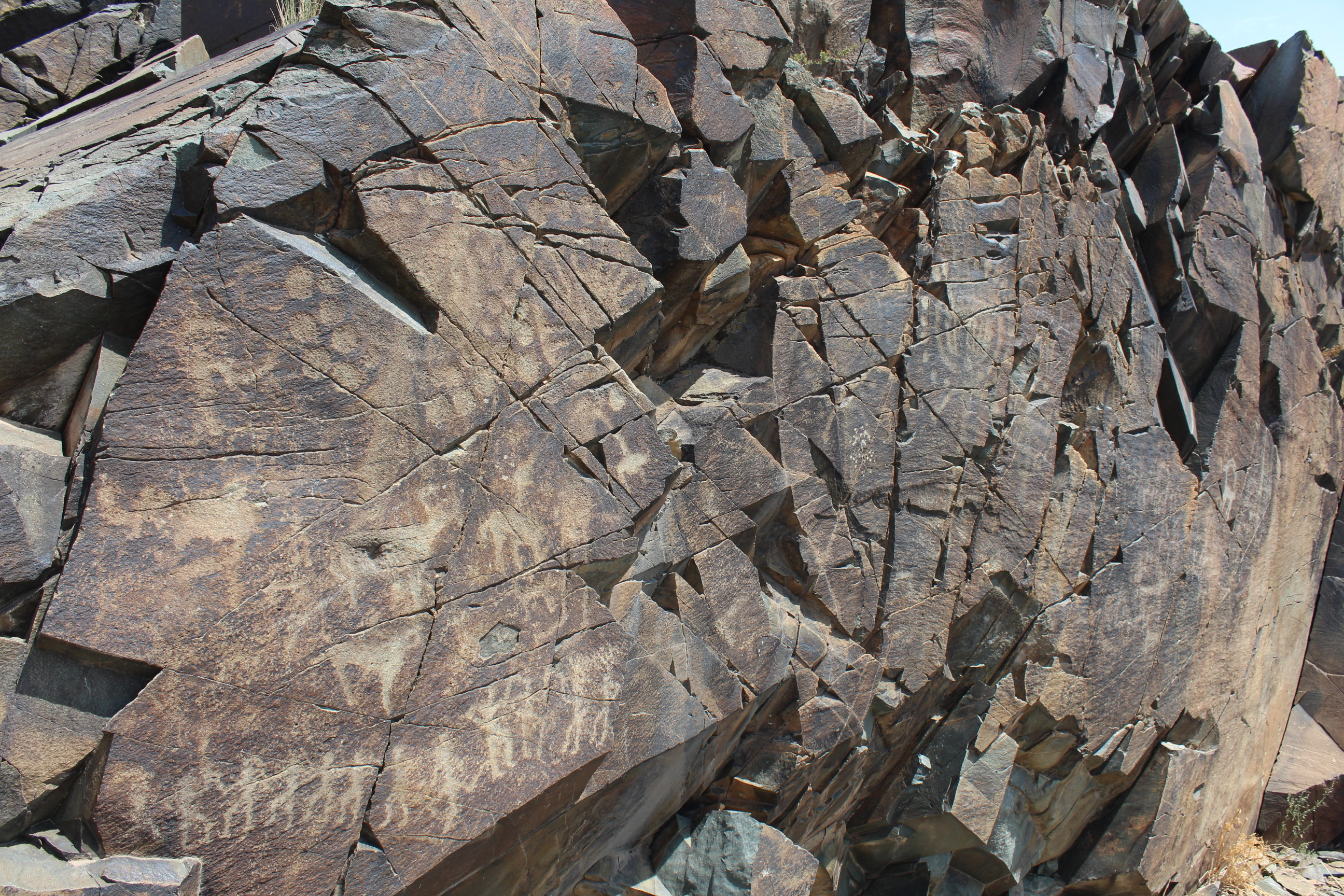
El grup més gran de petròglifs en un lloc sagrat